# Gmina Wyszogród
Die Gmina Wyszogród ist eine Stadt-und-Land-Gemeinde im Powiat Płocki der Woiwodschaft Masowien in Polen. Ihr Sitz ist die gleichnamige Stadt (unter deutscher Besatzung 1939–1945 Hohenburg an der Weichsel) mit etwa 2600 Einwohnern.
Gegenüber Wyszogród mündet die Bzura in die Weichsel.

## Gliederung
Zur Stadt-und-Land-Gemeinde gehören neben der Stadt Wyszogród 17 Dörfer mit einem Schulzenamt:
Bolino
Chmielewo
Ciućkowo
Drwały
Grodkowo
Gródkówko
Kobylniki
Marcjanka
Pozarzyn
Pruszczyn
Rakowo
Rębowo
Rostkowice
Słomin
Starzyno
Wiązówka
Wilczkowo
Eine weitere Ortschaft der Gemeinde ist Bielice.